# Dvorschák Gábor
Dvorschák Gábor (Budapest, 1989. szeptember 14. –) magyar labdarúgó, a Vas Vármegyei III. osztályban szereplő  Táplán SE játékosa.

## Pályafutása
Dvorschák Gábor az Újpestben nevelkedett és mutatkozott be a magyar élvonalban. 2009-ben fél évig Kecskeméten szerepelt kölcsönben, majd a 2012-13-as szezon előtt a német negyedosztályú Carl Zeiss Jena tesztelte és igazolta le. Egy idényt töltött a jénai klubnál, 25 bajnokin két gólt szerzett. 2013 nyarán a szintén negyedosztályú Eintracht Triernél járt próbajátékon, de nem kötöttek szerződést. 2014 februárjában másfél évre a Szombathelyi Haladáshoz írt alá. 17 bajnokin két gólt szerzett a vasi csapat színeiben, majd 2015 januárjában a Mezőkövesd játékosa lett. Ezt követően a Nyíregyháza és a Soroksár SC csapataiban játszott.